# Five Guys
Five Guys ist eine US-amerikanische Schnellrestaurantkette, die 1986 in Arlington im US-Bundesstaat Virginia gegründet wurde, wobei sich der heutige Hauptsitz in Lorton, Virginia, befindet. Forbes bezeichnete Five Guys im Jahr 2012 als schnellstwachsende amerikanische Restaurantkette.
Um sich von Mitbewerbern abzugrenzen und Alleinstellungsmerkmale zu haben, setzt die Kette auf frische und handgemachte Produkte, wie zum Beispiel die Kartoffeln für die Pommes frites, die vor Ort geschnitten werden. Außerdem setzt das Unternehmen auf eine Filialgestaltung mit offener Küche und auf eine Individualisierung des Angebotes durch den Kunden, in dem er sich seine Burger, Milchshakes usw. persönlich zusammenstellen kann durch eine Auswahl an verschiedenen Zutaten wie Tomaten oder auch Saucen.

## Unternehmensgeschichte

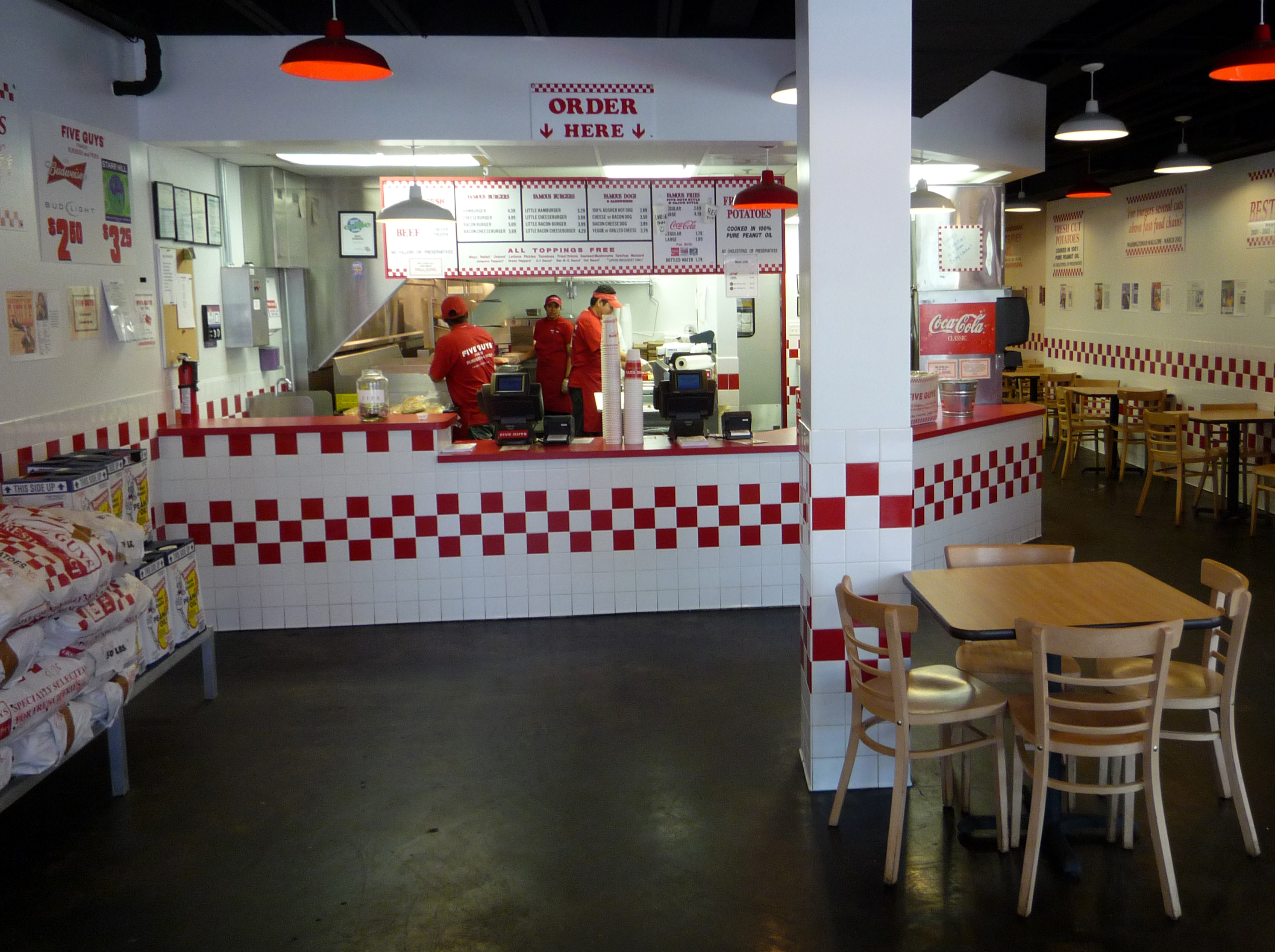
Typische Einrichtung eines „Five Guys“-Restaurants

Das erste „Five Guys“-Restaurant wurde 1986 von Janie und Jerry Murrell in Arlington, Virginia im Westmont Shopping Center eröffnet. Der Name entstand aus der Tatsache, dass das Gründerehepaar zu der Zeit vier Söhne hatte, diese bilden zusammen mit dem Vater die Original-„Five Guys“. Später kam noch ein fünfter Sohn dazu, alle haben inzwischen eine Funktion im Unternehmen übernommen. Bis ins Jahr 2001 konnte Five Guys insgesamt sechs Niederlassungen im nördlichen Virginia und in Washington, D.C. eröffnen. Wegen des großen Erfolges begann das Unternehmen in den Jahren 2002/2003 sich mittels Franchising auch in weiteren Teilen von Virginia und Maryland auszudehnen. Innerhalb von 18 Monaten war dieses Gebiet vollständig vergeben, so dass das Unternehmen sich entschloss, auch im Rest der Vereinigten Staaten Niederlassungen zu eröffnen. Im Jahr 2012 gab es in 47 US-Staaten und sechs kanadischen Provinzen insgesamt über 1000 Niederlassungen.

### Weltweite Verbreitung

Verbreitung von Five Guys

Das erste Restaurant außerhalb Nordamerikas wurde im Juli 2013 in London/Vereinigtes Königreich eröffnet. Im August 2016 folgte die erste Niederlassung auf dem europäischen Festland in Paris/Frankreich. Außer in den USA, Kanada, China ist das Unternehmen in Irland, Deutschland, der Schweiz, Spanien, Italien, Belgien, Österreich, Luxemburg, Niederlande, Singapur u. a. Länder aktiv. Weltweit werden rund 1700 Filialen betrieben (Stand: 2021) und man will weiter expandieren. 2025 soll das erste Restaurant in Portugal eröffnet werden.

### Deutschland
Der Hauptsitz der Five Guys Germany GmbH ist Düsseldorf. Die erste Filiale in Deutschland wurde am 4. Dezember 2017 auf der „Zeil“ in Frankfurt am Main eröffnet. Danach folgten ab Dezember 2017 eine Filiale in Essen und ab Herbst 2018 eine Filiale an der Mercedes-Benz-Arena in Berlin, im CentrO in Oberhausen und in den Riem Arcaden in München. 2019 öffneten fünf weitere Filialen in München (Pasing Arcaden), Berlin (Kurfürstendamm und Alexanderplatz), Dortmund und Hannover. Anfang 2020 eröffneten weitere Filialen in Wiesbaden und Stuttgart. Im Juni eröffnete eine Filiale im McArthurGlen Outletcenter in Neumünster und im Juli 2020 eröffneten Filialen in den Sedelhöfen in Ulm und der Düsseldorfer Altstadt. Ende Oktober 2020 eröffnete eine weitere Filiale in Bonn. Am 17. Februar 2021 wurde eine Filiale in Münster eröffnet, am 22. Februar 2021 hat eine weitere Filiale in Nürnberg eröffnet. Mitte Juli 2021 folgte eine Filiale in der Münchener Neuhauser Straße. Es folgten drei Filialen in Köln, sowie je eine in Aachen, Hamburg (Reeperbahn), Heidelberg, Freiburg im Breisgau, Mannheim, Wolfsburg, Wustermark, Zweibrücken und Berlin (Potsdamer Platz). Am 7. April 2022 eröffnete eine Filiale in Kassel. Eine weitere folgte am 21. Juli in Karlsruhe, sowie am 26. am Hamburger Jungfernstieg. Im Oktober 2022 eröffnete die vierte Filiale in München (Perlach Plaza) und im November eine Filiale auf der amerikanischen Airbase Ramstein, die aus acht Schiffscontainern besteht. Die in Ulm eröffnete Filiale musste im Februar 2023 aufgrund eines massiven Wasserschadens geschlossen werden. Insgesamt gibt es 35 Restaurants in Deutschland; weitere sind in Planung. Eine geplante Eröffnung in Heilbronn kam nicht zustande.
| 2017 | 2018 | 2019 | 2020 | 2021 | 2022 | 2023 |
| ---- | ---- | ---- | ---- | ---- | ---- | ---- |
| 2    | 5    | 10   | 15   | 27   | 36   | 35   |

### Österreich
Am 25. Januar 2021 eröffnete die erste Five-Guys-Filiale am Graben 30 in Wien. Die zweite Filiale eröffnete am 24. Mai 2021 in der Wiener Millennium City.
| 2021 |
| ---- |
| 2    |

### Schweiz
In der Schweiz bestehen vier Filialen: zwei in Genf sowie jeweils eine in Lausanne und Landquart.

## Angebot

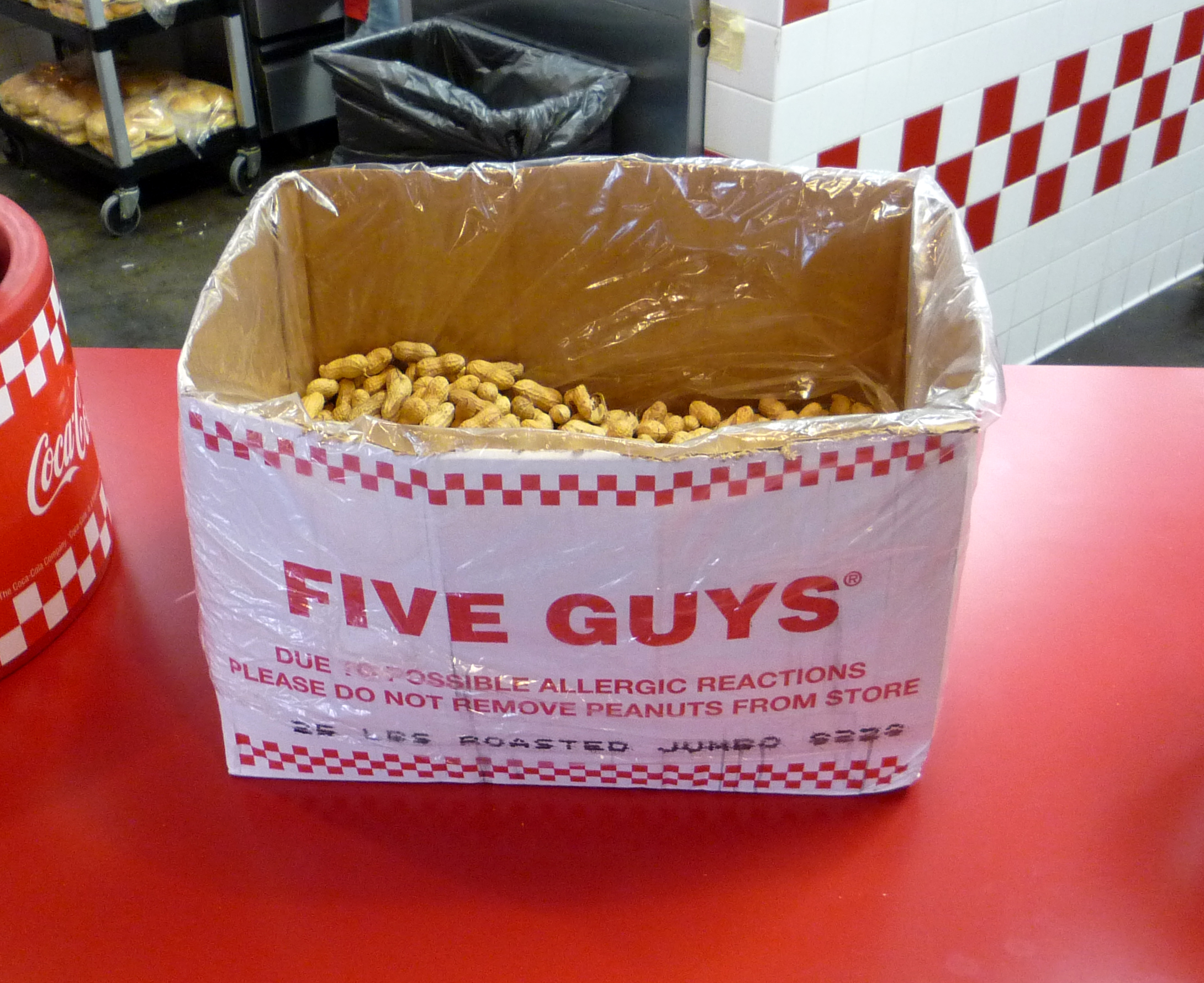
Erdnüsse zum freien Verzehr während der Zeit des Wartens auf die Speisen

Das Angebot von Five Guys ist im Vergleich zu anderen Fastfoodketten relativ beschränkt und konzentriert sich auf Hamburger und Pommes frites. Der reguläre Burger besteht aus einem Burgerbun mit zwei gebratenen Pattys, wahlweise mit Käse, Bacon oder beidem. In der „Little“-Version ist nur ein Patty vorhanden. Dazu können ohne Aufpreis mehrere Zutaten wie Salat, Tomatenscheiben, Ketchup, Mayonnaise, Zwiebeln, Peperonischeiben, Senf, Barbecuesauce und Pilze hinzugewählt werden. Darüber hinaus werden je vier verschiedene Sorten Hotdogs und Sandwiches angeboten. 
In der Wartezeit während der Zubereitung der bestellten Speisen können die Gäste gratis Erdnüsse essen, die in großen Kartons angeboten werden.

## Rezeption und Kritik

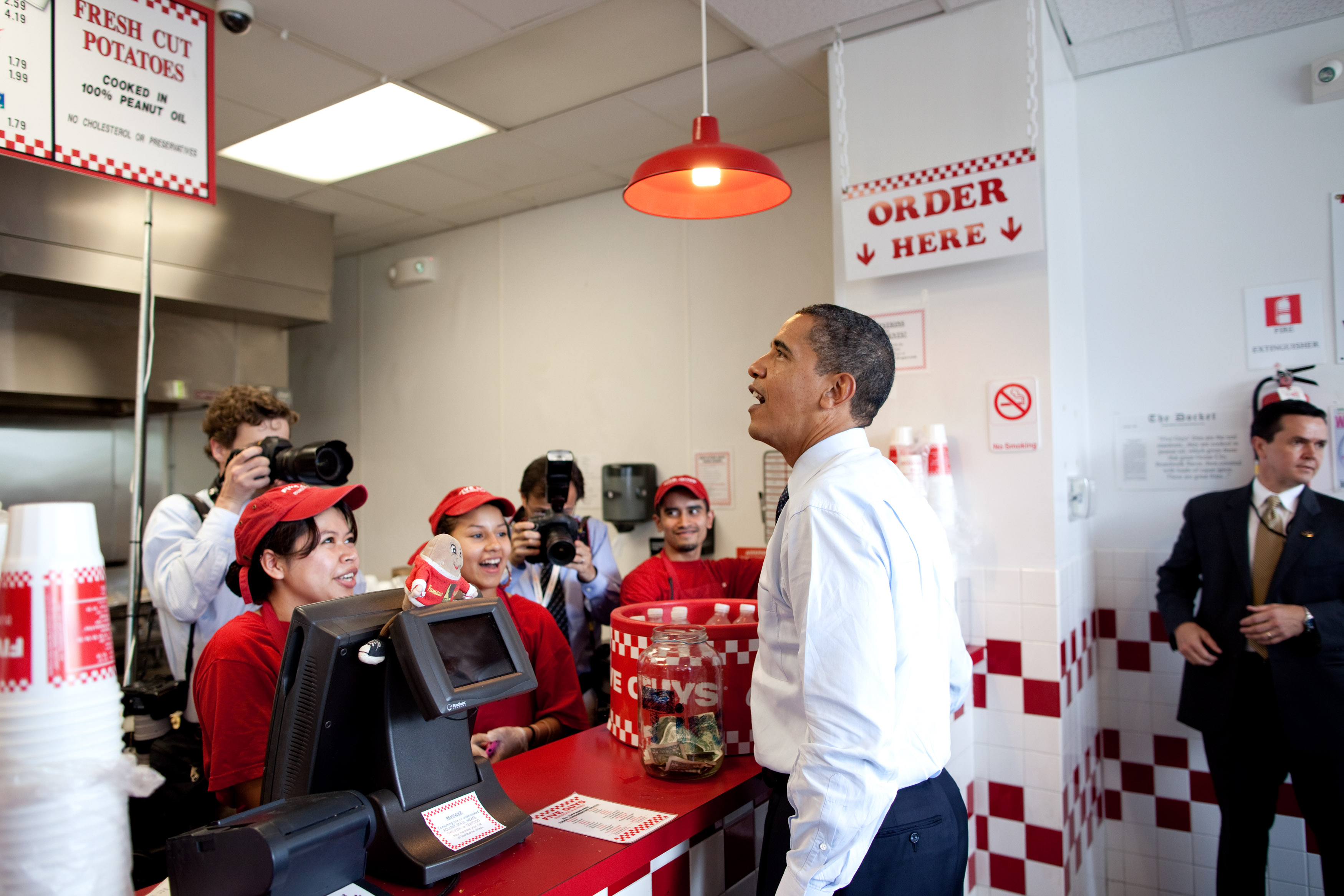
Barack Obama während einer Bestellung bei Five Guys (2009)

Bekannt wurde Five Guys auch dadurch, dass Barack Obama gerne bei der Kette essen geht.
Das Magazin Time setzte 2017 die Portion Five-Guys-Pommes-Frites aufgrund ihres hohen Energiegehalts auf seine Liste der zehn ungesündesten Fast-Food-Gerichte.
Das Unternehmen wird für mangelnde Nachhaltigkeit kritisiert, da der Kunde kaum Verpackungsmüll vermeiden kann. Auch bei Verzehr im Restaurant werden Burger in Alufolie gewickelt, und zusätzlich in einer Papiertüte verpackt.
Auf Grund gültiger Rechtslage stehen in den Restaurants mittlerweile Tablets statt Papiertüten und Mehrwegverpackungen für die Pommes frites sowie die Getränke zur Verfügung, inzwischen ohne obligatorischen Pfand. Burger mit Brötchen sowie Sandwiches werden nach wie vor in Alufolie verpackt.